# Parabelbella exspinosa
Parabelbella exspinosa är en kvalsterart som först beskrevs av Wang och Norton 1989.  Parabelbella exspinosa ingår i släktet Parabelbella och familjen Damaeidae. Inga underarter finns listade i Catalogue of Life.